# Мгулунде, Марио Эпифанио Абдалла
Марио Эпифанио Абдалла Мгулунде ( Mario Epifanio Abdallah Mgulunde, 1931 год, Каленга, Танзания — 14 марта 2006 года, Танзания) — католический прелат, второй епископ Иринги с 23 октября 1969 года по 9 марта 1985 года, третий архиепископ Таборы с 9 марта 1985 года по 14 марта 2006 года.
Родился в 1931 году в селении Киньика, Танзания. 8 апреля 1969 года был рукоположён в священники для служения в епархии Иринги.
23 октября 1969 года римский папа Павел VI назначил его епископом Иринги. 15 февраля 1970 года состоялось его рукоположение в епископы, которое совершил епископ Мбеи Джеймс Доминик Сангу в сослужении c епископом Сонгеа Джеймсом Джозефом Комбой и епископом Морогоро Андриани Мкобой.
С 1976 по 1982 года — Генеральный секретарь Конференции католических епископов Танзании.
9 марта 1985 года римский папа Иоанн Павел II назначил его архиепископом Таборы.
Скончался 14 марта 2006 года.